# Championnat de Zurich 2001
La 86e édition de la course cycliste, le Championnat de Zurich a eu lieu le 26 août 2001 et a été remportée par l'Italien  Paolo Bettini. Il a devancé au sprint ses compagnons d'échappée.

## Présentation

### Équipes
Le Championnat de Zurich figure au calendrier de la Coupe du monde de cyclisme sur route 2001.
On retrouve un total de 24 équipes au départ, 17 faisant partie des GSI, la première division mondiale, et les sept dernières des GSII, la seconde division mondiale.
| Groupes sportifs I (17)- Crédit agricole - CSC-Tiscali - Liquigas-Pata - Tacconi Sport-Vini Caldirola - Lotto-Adecco - US Postal Service - Coast-Buffalo - Saeco - Rabobank - Mercatone Uno-Stream TV - Mapei-Quick Step - Lampre-Daikin - Deutsche Telekom - Fassa Bortolo - Euskaltel-Euskadi - Domo-Farm Frites-Latexco - Cofidis-Le Crédit par Téléphone Groupes sportifs II (7)- Post Swiss - Panaria-Fiordo - Alexia Alluminio - Phonak Hearing Systems - Gerolsteiner - CCC Mat Ceresit - AG2R Prévoyance |
| |

## Classements

### Classement de la course
| \| Classement général \| Classement général \| Classement général \| Classement général \| Classement général \| \| Coureur \| Coureur \| Pays \| Équipe \| Temps \| \| ------------------ \| -------------------- \| ------------------ \| ---------------------------- \| ------------------ \| \| 1er \| Paolo Bettini \| Italie \| Mapei-Quick Step \| 6 h 17 min 48 s \| \| 2e \| Jan Ullrich \| Allemagne \| Deutsche Telekom \| + 0 s \| \| 3e \| Fernando Escartín \| Espagne \| Team Coast-Buffalo \| + 0 s \| \| 4e \| Francesco Casagrande \| Italie \| Fassa Bortolo \| + 0 s \| \| 5e \| Erik Dekker \| Pays-Bas \| Rabobank \| + 21 s \| \| 6e \| Cristian Moreni \| Italie \| Mercatone Uno-Stream TV \| + 21 s \| \| 7e \| Marco Serpellini \| Italie \| Lampre-Daikin \| + 1 min 04 s \| \| 8e \| Niki Aebersold \| Suisse \| Team Coast-Buffalo \| + 1 min 09 s \| \| 9e \| Mario Aerts \| Belgique \| Lotto-Adecco \| + 1 min 12 s \| \| 10e \| George Hincapie \| États-Unis \| US Postal Service \| + 1 min 20 s \| \| 11e \| Oscar Camenzind \| Suisse \| Lampre-Daikin \| + 1 min 20 s \| \| 12e \| Davide Rebellin \| Italie \| Liquigas-Pata \| + 1 min 20 s \| \| 13e \| Eddy Mazzoleni \| Italie \| Tacconi Sport-Vini Caldirola \| + 1 min 20 s \| \| 14e \| Mirko Celestino \| Italie \| Saeco \| + 1 min 20 s \| \| 15e \| Romāns Vainšteins \| Lettonie \| Domo-Farm Frites-Latexco \| + 3 min 52 s \| \| 16e \| Richard Virenque \| France \| Domo-Farm Frites-Latexco \| + 3 min 52 s \| \| 17e \| Beat Zberg \| Suisse \| Rabobank \| + 3 min 52 s \| \| 18e \| Óscar Freire \| Espagne \| Mapei-Quick Step \| + 3 min 52 s \| \| 19e \| Fabio Sacchi \| Italie \| Saeco \| + 3 min 52 s \| \| 20e \| Alexandre Moos \| Suisse \| Phonak Hearing Systems \| + 3 min 52 s \| |                      |            |                              |                 |
| |                      |            |                              |                 |
| |                      |            |                              |                 |
| Classement général |                      |            |                              |                 |
| Coureur | Coureur              | Pays       | Équipe                       | Temps           |
| 1er | Paolo Bettini        | Italie     | Mapei-Quick Step             | 6 h 17 min 48 s |
| 2e | Jan Ullrich          | Allemagne  | Deutsche Telekom             | + 0 s           |
| 3e | Fernando Escartín    | Espagne    | Team Coast-Buffalo           | + 0 s           |
| 4e | Francesco Casagrande | Italie     | Fassa Bortolo                | + 0 s           |
| 5e | Erik Dekker          | Pays-Bas   | Rabobank                     | + 21 s          |
| 6e | Cristian Moreni      | Italie     | Mercatone Uno-Stream TV      | + 21 s          |
| 7e | Marco Serpellini     | Italie     | Lampre-Daikin                | + 1 min 04 s    |
| 8e | Niki Aebersold       | Suisse     | Team Coast-Buffalo           | + 1 min 09 s    |
| 9e | Mario Aerts          | Belgique   | Lotto-Adecco                 | + 1 min 12 s    |
| 10e | George Hincapie      | États-Unis | US Postal Service            | + 1 min 20 s    |
| 11e | Oscar Camenzind      | Suisse     | Lampre-Daikin                | + 1 min 20 s    |
| 12e | Davide Rebellin      | Italie     | Liquigas-Pata                | + 1 min 20 s    |
| 13e | Eddy Mazzoleni       | Italie     | Tacconi Sport-Vini Caldirola | + 1 min 20 s    |
| 14e | Mirko Celestino      | Italie     | Saeco                        | + 1 min 20 s    |
| 15e | Romāns Vainšteins    | Lettonie   | Domo-Farm Frites-Latexco     | + 3 min 52 s    |
| 16e | Richard Virenque     | France     | Domo-Farm Frites-Latexco     | + 3 min 52 s    |
| 17e | Beat Zberg           | Suisse     | Rabobank                     | + 3 min 52 s    |
| 18e | Óscar Freire         | Espagne    | Mapei-Quick Step             | + 3 min 52 s    |
| 19e | Fabio Sacchi         | Italie     | Saeco                        | + 3 min 52 s    |
| 20e | Alexandre Moos       | Suisse     | Phonak Hearing Systems       | + 3 min 52 s    |

### Classement UCI
La course attribue des points à la Coupe du monde de cyclisme sur route 2001 selon le barème suivant :
| Position           | 1er | 2e | 3e | 4e | 5e | 6e | 7e | 8e | 9e | 10e | 11e | 12e | 13e | 14e | 15e | 16e | 17e | 18e | 19e | 20e | 21e | 22e | 23e | 24e | 25e |
| Classement général | 100 | 70 | 50 | 40 | 36 | 32 | 28 | 24 | 20 | 16  | 15  | 14  | 13  | 12  | 11  | 10  | 9   | 8   | 7   | 6   | 5   | 4   | 3   | 2   | 1   |